# Les Tourreilles
Les Tourreilles är en kommun i departementet Haute-Garonne i regionen Occitanien i södra Frankrike. Kommunen ligger i kantonen Montréjeau som tillhör arrondissementet Saint-Gaudens. År 2022 hade Les Tourreilles 380 invånare.

## Befolkningsutveckling
Antalet invånare i kommunen Les Tourreilles
Referens:INSEE